# A che punto è la notte
A che punto è la notte é uma minissérie de televisão italiana, baseada no romance homônimo de Fruttero & Lucentini, que foi ao ar em dois episódios em 1994 na Rai 2 e foi repetida nos anos 2000 à noite; foi o último trabalho dirigido por Nanni Loy, que morreu de ataque cardíaco no ano seguinte.
Mastroianni reprisou o papel do Comissário Santamaria, depois de tê-lo interpretado em La donna della domenica (1975), uma transposição do romance de mesmo nome, dirigido por Luigi Comencini.